# Daşoguz
Daşoguz, im Deutschen auch Daschogus (russisch Дашогуз Daschogus; alter russischer Name Ташауз Taschaus) ist eine Stadt in Turkmenistan. Sie ist Hauptstadt der gleichnamigen Provinz Daşoguz und mit 285.360 Einwohnern (Stand 2013) die drittgrößte Stadt des Landes.

## Geographie
Daşoguz liegt im Norden des Landes im Bewässerungsgebiet des unteren Amudarja, unweit der Grenze zu Usbekistan. Der Schawat-Kanal, der Wasser aus dem Amudarja bezieht, verläuft durch die Stadt und teilt diese in einen nördlichen und einen südlichen Teil. Nördlich des Kanals befinden sich die älteren Teile der Stadt mit für die Region typischen Bauten. Südlich des Kanals befinden sich neuere Gebäude mit breiten, mehrspurigen Straßen im Stile der Hauptstadt Aşgabat. Die Stadt wird in alle Himmelsrichtungen durch Stadttore begrenzt und ist in mehrere Bezirke gegliedert.

## Bevölkerung
Daşoguz hat rund 200.000 Einwohner (2005).
Einwohnerentwicklung
| - 1926 – 4.000 - 1939 – 15.000 - 1959 – 38.000 - 1970 – 63.000 | - 1979 – 83.750 - 1991 – 111.700 - 1995 – 141.800 - 2005 – 199.500 |

## Geschichte
Daşoguz wurde im Jahr 1861 als Handelsstation im Norden der Wüste Karakum gegründet und gehörte damals zum Khanat Chiwa, ehe dies 1873 ein Protektorat des Russischen Kaiserreichs wurde. Lange Zeit bestand Daşoguz aus einem Fort und einem Basar, entwickelte sich dann zu einem urbanen Zentrum. 1920 bis 1925 gehörte die Stadt zur Volksrepublik Choresmien und erhielt im Jahr 1924 die Stadtrechte. Die Entwicklung der Stadt erhielt durch den Anschluss an das Eisenbahnnetz in den 1950er-Jahren einen Schub, der sich auch in der Entwicklung der Einwohnerzahl widerspiegelte. Mit der Unabhängigkeit Turkmenistans im Jahr 1991 wurde die Stadt vom russischen Namen Taschaus in Daşoguz umbenannt.

## Wirtschaft

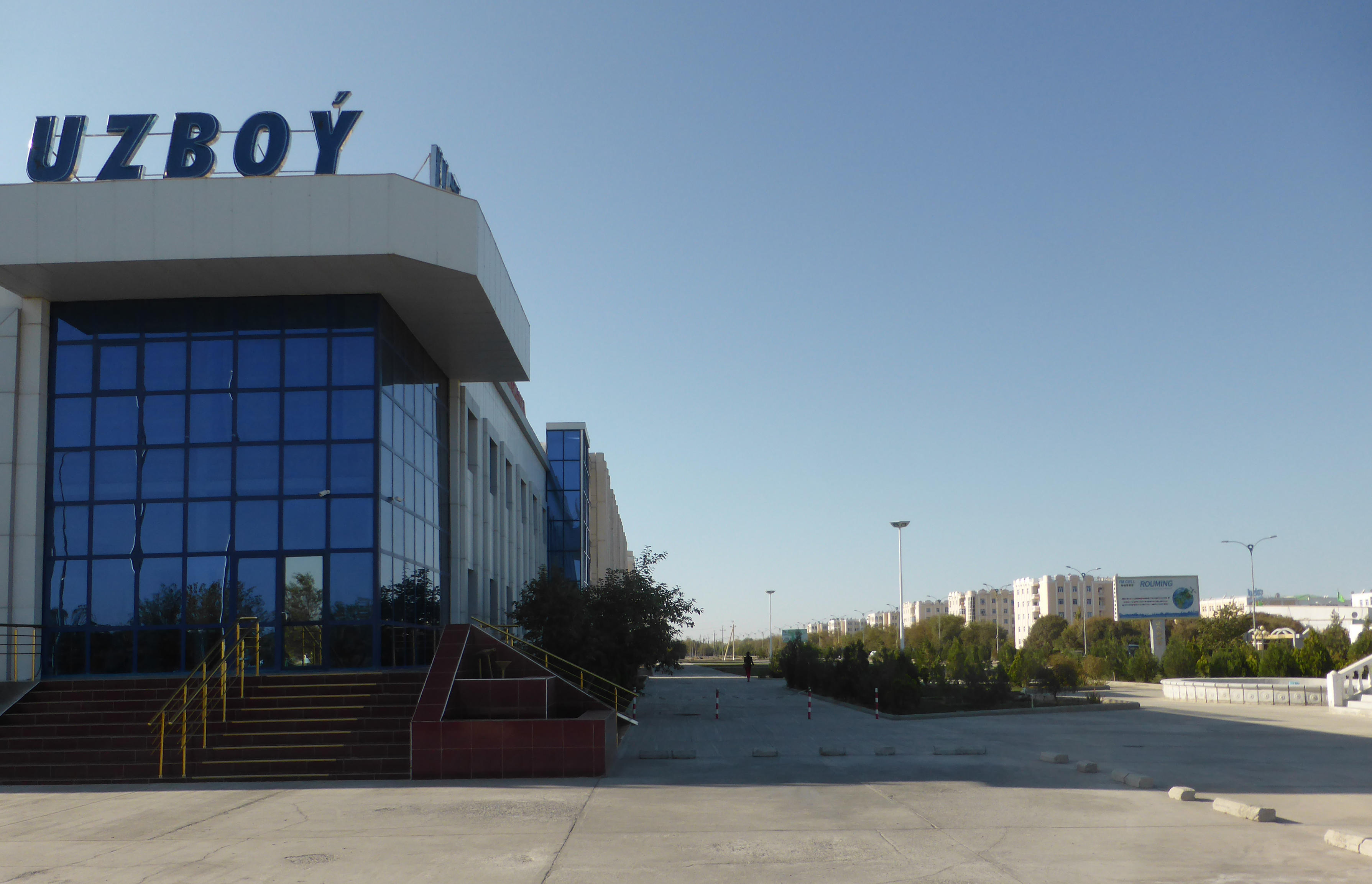
Daşoguz

Wichtige Wirtschaftszweige der Stadt sind die Leicht- und die Nahrungsmittelindustrie sowie die Elektrotechnik. In der Umgebung wird Baumwolle angebaut. Auch die traditionelle Seidenherstellung besteht in der Region um Daşoguz bis heute. Daşoguz besitzt einen Regionalflughafen. Nach Aşgabat besteht eine Straßenverbindung durch die Karakumwüste hindurch.

## Verkehr

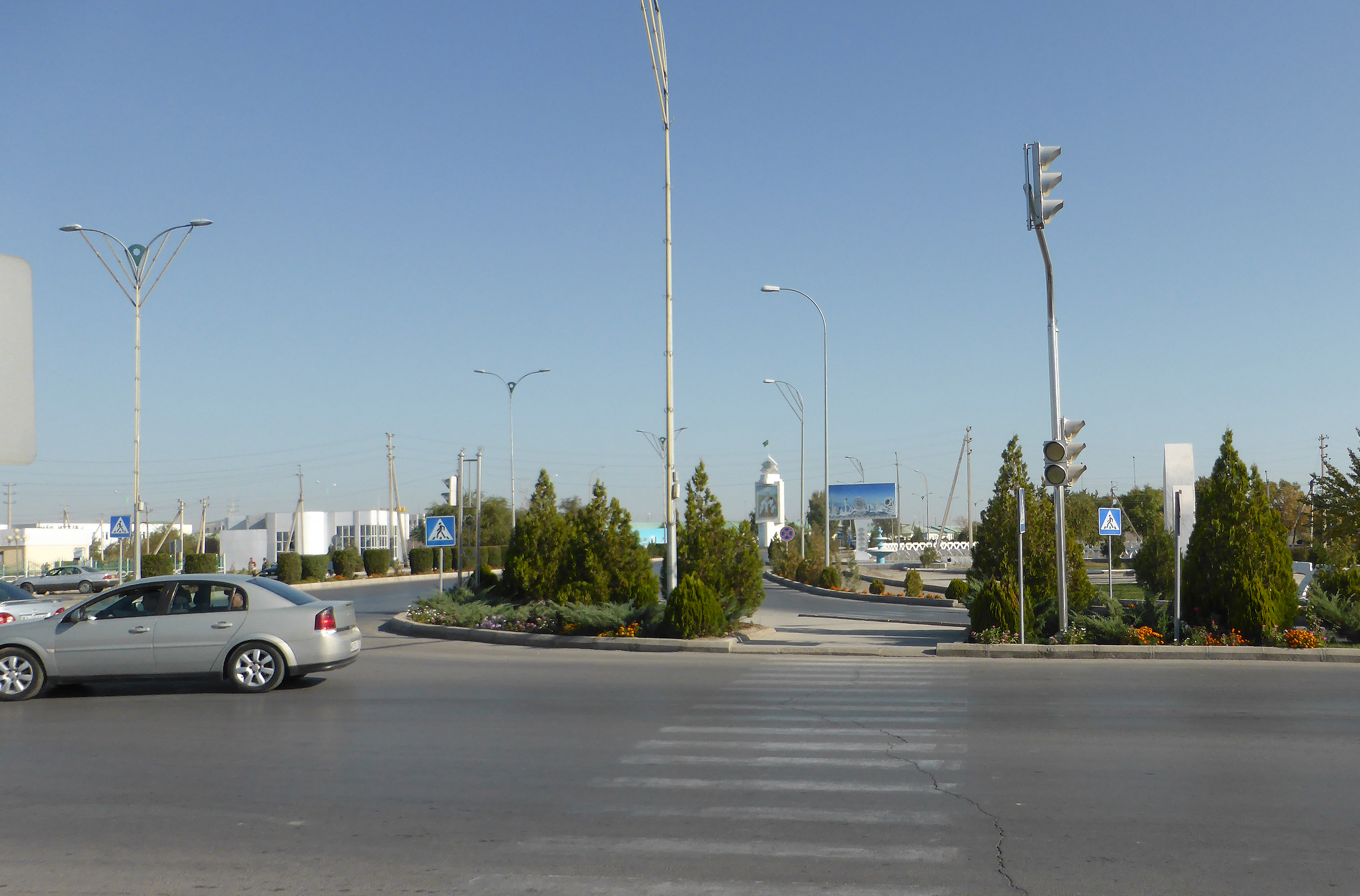
Straße in Daşoguz

Die Stadt liegt an der Bahnstrecke Maqat–Turkmenabad, in die hier die Bahnstrecke Aşgabat–Daşoguz einmündet. Unmittelbar östlich des Stadtgebietes quert die Bahnstrecke nach Turkmenabad die Grenze zu Usbekistan.
Südwestlich des Stadtzentrums gibt es einen Flughafen.

## Söhne und Töchter der Stadt
- Balyş Öwezow (1915–1975), sowjetisch-turkmenischer Politiker
- Hudaýberdi Orazow (* 1951), turkmenischer Politiker
- Mesgen Amanow (* 1986), turkmenischer Schachspieler
- Zafar Babajanov (* 1987), turkmenischer Fußballspieler